# 終極惡女
《終極惡女》（英語：Angel 'N' Devil），2014年臺灣偶像劇，由八大電視及可米傳媒事業有限公司聯合製作。終極系列第七部。2014年11月22日起每週六、日晚間八點於八大綜合台播出；並於2015年2月15日播畢。講述銅時空的故事。在終極系列的時空軸發展上，與一班3、4的故事同時進行。由汪東城、晨翔、文雨非、Teddy、A'N'D-宇宙、A'N'D-Lucia、A'N'D-雨婷、A'N'D-艾莉兒、A'N'D-Sunnee、宏正、偉晉、陳德修、謝和弦、鞏繼安領銜主演。

## 故事大綱
不管是在哪個時空，善與惡的戰爭，永遠都不會結束，有光的地方，就會有黑暗，在光明被遮蔽時，黑暗就會產生。此時，惡意就會趁機吞噬軟弱的人，一旦被抓住了，就無處可逃，而虛偽、謊言就像美麗的糖衣，人們爭先恐後的吞下，因為人們大多看不見真實，為了拯救無辜的受害者，除惡少女們與引路人熊亞締結契約，展開善與黑暗的戰爭，她們出生入死，默默守護著這個時空，如果說魔物是散佈黑暗與絕望，那麼除惡少女團就是守護銅時空，最後的希望。

## 播出時間

### 首播
| 頻道       | 所在地 | 播映日期         | 播出時間                                        |
| ---------- | ------ | ---------------- | ----------------------------------------------- |
| 八大綜合台 | 臺灣   | 2014年11月22日起 | 每週六、日20:00-21:00 每週一到週五16：00~17：00 |
| YouTube    | 臺灣   | 2020年5月7日起   | 每天19:30                                       |

### 重播
| 頻道        | 所在地 | 播映日期      | 播出時間              |
| ----------- | ------ | ------------- | --------------------- |
| 八大綜合台  | 臺灣   | 2015年7月22日 | 每週一至五20:00-21:00 |
| 八大綜合台  | 臺灣   | 2015年7月23日 | 每週一至五02:00-03:00 |
| 八大綜合台  | 臺灣   | 2015年7月23日 | 每週一至五09:00-10:00 |
| 八大綜合台  | 臺灣   | 2015年7月23日 | 每週一至五16:00-17:00 |
| 八大綜合台  | 臺灣   | 2015年8月17日 | 每週一至四20:00-21:00 |
| 八大綜合台  | 臺灣   | 2015年8月25日 | 每週二至五09:00-10:00 |
| TVB華語劇台 | 香港   | 2015年12月6日 | 每週日16:30 - 18:00   |
| TVB華語劇台 | 香港   | 2015年12月6日 | 每週日20:00 - 21:30   |
| TVB華語劇台 | 香港   | 2015年12月6日 | 每週日23:30 - 01:00   |

## 登場人物

### 主要人物
| 演員                         | 角色 | 介紹 | 武器                   | 毀滅指數 | 集數                      |
| 晨翔                         | 王查理（查理王） 鐵時空：大戰人員                                                                                  | 高階異能行者（異能行者王族） 簡介 查理對黑天幫來說，是人見人愛的少爺，雖然偶爾會有點任性，但仍然無損他在大家眼中優美、迅速、精準而強悍的形象。擁有一雙能夠魅惑人心的雙眼和外表。叫所有看過他的人都印象深刻。 個性有點像金時空的王亞瑟。 因為熊亞喜歡小颺的關係而非常敵視熊亞。 膽大心細，舉止當中自然流露出王者，居高臨下的貴氣和自信。每一次出手，都是快速而敏捷，主觀性強且自信十足。因為要調查小颺的死因轉學到馬卡龍，與小楓接觸漸漸對小楓產生了好感。第13集為了救小楓被熊亞打重傷。第15集誤吃阿天王妹力餅，把小楓當成了自己的親生妹妹。第18集知道小颺締結契約的願望跟唯一接近他的真相。第19集發現小楓的心意。第20集因為小颺的事，要小楓解除契約。第22集聽勾追跟小楓的话，以湖中劍消滅變成武屍的小颺。第23集跟小楓一起跟小颺道別。第26集在大戰勝利後要殺日月王卻被日音王阻止。 | 湖中劍（可以消滅武屍） | 9000+（原）→ 3000+（被魔化小熊打重傷）→8000+（吃養心丸後魔凍頭時間過）9000+（正常）                                                                      | 全劇                      |
| 文雨非                       | 尹小楓 金時空：裘球 銀時空：球兒 鐵時空：吉吉如律．苓（小聾女）                                                    | 中高階異能行者/惡女團新團員 簡介 迷糊又神經大條，數理白痴、成語、英文也沒一次用對，喜歡賣弄常識和典故，但反而讓自己出糗。 雖然不怎麼聰明，但因為是天生的強運女，從小到大猜拳都沒有輸過，多次躲過災難，但身邊的人卻像是替代她的不幸一般，一個一個離她而去。 親生父母不詳，小時候曾經和小颺住在同一個寄養家庭，兩人情同姊妹，在尹小楓的心中，小颺一直是她最崇拜的偶像，只要有小颺在，尹小楓就什麼都不怕。因為要完成小颺守護查理的心願，而跟熊亞締結契約，搬到小颺家裡住，並轉學到馬卡龍。跟王查理原本是死對頭，因為小颺的關係跟王查理接觸，卻在不知不覺中喜歡上他。第19集被查理發現自己的心意，卻因為小颺跟契約的關係被查理拒絕 第21集被武屍小颺打重傷 第22集清醒知道武屍小颺的事，並解開查理不忍心殺武屍小颺的心結 因26集大戰有立功，而被盟主收編。 | 八百里疾風箑           | 7500+ | 全劇                      |
| Teddy                        | 熊亞（小熊） 鐵時空：大戰人員                                                                                      | 高阶异能行者/除惡使者/惡女團引路人/異能行者和魔族的混血兒 簡介 惡女團們都稱呼他為小熊，而查理則稱呼他為病態熊、魔化熊（被魔化以後）。因為父母死亡的關係，在不知覺中被日月王利用成為終極惡女的引路人。 外表相當陽光的暖男，萌呆的氣質中，帶一點聰穎與可愛。平常總是顯出一種乖巧的姿態，對世事總是充滿希望，正面思考。 脾氣很好，幾乎不會生氣，唯獨提到跟生命安全有關的事，他就會突然板起臉來認真說教。喜歡小颺。在第二集答應讓小楓締結契約，並且幫她療癒 具有療癒異能行者和純種日行者的混合體質，沒有魔化人的弱點，拔魔斬也無法傷害，但是一樣會被比自己強大的純種日行者操控。因為小颺跟潔客的事而內心動搖，被魔物種子反嗜。第13集魔化之後被加百列救。第25集跟惡女們解除契約為了惡女們犧牲自己，被日月王操控。第26集正式放下小颺。請盟主正式收編惡女們 | -                      | 15000+（原）→45000+（被惡意種子干擾,吸入過多種子被惡意魔化）→15000+（它凍得住你解除魔化）→45000+（再次魔化）→15000~20000+（遭操控）                      | 全劇                      |
| A'N'D-宇宙                   | 凱特 鐵時空：練舞少女                                                                                              | 中高階異能行者/惡女團隊長 簡介 個性獨立，邏輯思考能力很強。善於掩藏自己的情緒，就算是傷心或害怕，也很難讓人察覺；能夠看見「不屬於這個世界上」的東西。所以常常會不自覺的對著空氣講話，膽子很大，什麼鬼魂阿飄、魑魑魍魉在她眼前都是小菜一碟，在這個世界上，唯一害怕的是看著自己所愛的人受苦。 和母親相依為命，為了讓母親不要再那麼辛苦的工作，以此作為交換契約加入惡女團。 因26集大戰有立功，而被盟主收編。喜歡熊亞。 | 面面俱到羅蘭劍         | 7000+ | 全劇                      |
| A'N'D-Lucia                  | 嚴炎 鐵時空：練舞少女 金時空：小八 銀时空三國時期：夏侯芝                                                          | 中階異能行者/惡女團團員 簡介 原先是個行為舉止低調，個性文靜、喜歡古典文學的少女，親哥哥是嚴睿。 在家裡經濟發生變故後，一切都變了樣。嚴炎本來相信，總有一天，父親會回到原先的樣子，結果一切的期待落空，所以接受熊亞的邀請加入惡女團，之後一直很後悔對父親的詛咒 接二連三的背叛，讓嚴炎嫉惡如仇，弱小一點的魔物遇到她，還沒展開攻擊就會先被她的氣勢和言語擊潰。最後因為契約失效見到父親並跟父親相認 因26集大戰有立功，而被盟主收編。 | 雅典娜之弓             | 6000+ | 全劇                      |
| A'N'D-雨婷                   | 香凝 鐵時空：練舞少女                                                                                              | 中階異能行者/惡女團團員 簡介 香凝原本外貌缺陷，對自己的長相感到自卑，就連在家裡，父母都偏心長得較為漂亮的姐姐，對她的努力視而不見，在學校也常遭受到同學們有意無意的排擠嘲笑，因此相當的害怕和異性相處，怕到只要有對她圖謀不軌的異性碰觸她，就會全身僵硬。患有「不安情緒引發僵直性關節炎」（俗稱「傻A症」）。 在遇到熊亞後，熊亞以美麗為交換條件，邀請香凝加入惡女團，有一項絕活是親吻他人臉頰，可以暫時性隱形自身。 因26集大戰有立功，而被盟主收編。 喜歡琥珀。最後跟琥珀解開誤會並在一起。 | 凌空玄兔刀             | 5500+ | 1-22,25-26                |
| A'N'D-艾莉兒                 | 艾莉兒 鐵時空：練舞少女                                                                                            | 中階異能行者/惡女團團員 簡介 從小就被媒體喻為數理天才資優生，在舞蹈方面也有極出色的表現。患有嗜睡症, 曾經發生過嚴重的意外導致雙腳癱瘓，使艾莉兒對於未來的人生感到迷惘。對艾莉兒來說最重要的人是在醫院時期給予她最大的勇氣的項冥。就在她最絕望的時候，熊亞出現了，並跟熊亞締結契約。 艾莉兒是惡女們當中智商最高的。 熟齡的思考方式，常常讓身邊的人難以捉摸，卻又不時帶著屬於她年齡該有的孩子氣。 因26集大戰有立功，而被盟主收編，並完成舞蹈夢想。 | 錐心匕首               | 6000+ | 1-22,24-26                |
| A'N'D-Sunnee                 | 叮噹 鐵時空：練舞少女 金時空：藍斯春                                                                               | 中階異能行者/惡女團見習生/中泰混血 簡介 惡女團的粉絲，平常看起來像是個秀氣的小男生其實是個力大無窮的少女，但因為怕自己太粗魯會嫁不出去，所以相當以自己的大力為恥。 對拔魔戰士技安一見鍾情，而展開瘋狂的追求，無奈技安對於這個可愛的小妹妹完全無感，看似搞笑的外表底下，其實也藏著脆弱的少女心。因為勾追給的照片發現惡女團就在班上，並要求熊亞讓她加入惡女團 因26集大戰有立功，而被盟主收編。 單戀技安。 | 飄飄流星忘返錘         | 5300+ | 1-15,17-26                |
| 宏正                         | 勾追金時空：辜戰鐵時空：呼延覺羅．蒼芎銀時空：黃忠                                                                 | 高階異能行者 簡介 高階異能行者，像貓一樣，喜歡把獵物耍的團團轉，被他遇到的魔物，不是被他玩殘就是被他玩到寧願選擇自盡。害得勾追每天為了太陽底下沒有新鮮事而嘆息不已。 為了執行找尋日月王的任務而來到大衛身邊，但不管他怎麼欺負，大衛絲毫沒有想要反抗的無作為，讓他束手無策...但是真心當大衛是好朋友 | 黃泉雙鉤斬             | 11000+ | 10-14,19-26               |
| 偉晉                         | 王大衛（大衛王）金時空：止戈鐵時空：葉聖銀時空三國時期（2017）：劉備                                               | 未開發純種日行者→已開發高階純種日行者（純種日行者王族後裔） 簡介 純種日行者的王族，日音王的兒子，目前銅時空日行者裡面，最高王位第一順位繼承人。 雖然身為高階的日行者，但秉性『蠢』良。毫無心機可言，魔性處於未開發狀態，能力連自保都有問題，是一般麻瓜和師長眼中的乖乖牌。有什麼說什麼，喜怒哀樂都寫在臉上，是相當直觀的一個人。 食量非常大，常常會被人誤以為名字可能是「大胃王」。好朋友是勾追。第13集被熊亞打重傷，因為郝萌的血液而獲救。第19集被唯一封印。第26集被日月王抓走。 | -                      | 10000+（原戰力&未正式開發） 25000+（開發後） | 11-14,19-26               |
| 陳德修                       | 唯一／王暝（暝王）鐵時空：呼延覺羅．脩銀時空：劉備                                                                 | 高階純種夜行者（純種夜行者最後一任王，已被廢除王位資格）現任馬卡龍學院的音樂老師 簡介 在學校都被稱呼為唯一老師（除了尹小楓稱呼他Only Teacher）。 黑天幫的第二把交椅；Zack的弟弟，幽王之子，深受幫眾和阿天王的信賴。 因為知道湖中劍的下落，在查理很小的時候就來到黑天幫，個性隨和，待人處事相當海派，相當喜歡熱鬧和音樂，很受弟兄們的愛戴，天生俱有領導人的才能，不管是戰略分析或敵我情勢判斷，眼光都相當獨到，每回出任務，都能漂亮完成，相當重視每一位弟兄的人身安全，寧可暫時收兵，也不願折損一兵一卒，往往不戰而屈人之兵。 為魔界大戰中極少數僅存的純種夜行者之一，亦為幽王親自任命的夜行者之王繼承者，但在幽王消失之前也親自廢除這個名號，並叫唯一要和人們融為一體生活。第15集利用凱大聚魔想找出幽王。擔任學校的音樂老師。不知道給查理的伴手禮被王阿天調包了。第18集發現是阿天王跟日音王的族人毀掉純種夜行者時，一時想不開差點害死查理。第19集封印大衛。因為王阿天的幫忙，順利跟幽王相認並放下仇恨。第26集在大戰中帶領大家打敗日月王，並封印日月王順利報仇。 | 曾為湖中劍，現為未知   | 18000+ →10000+（被幽王打傷） →18000+（恢復後） | 15-26                     |
| 龔繼安                       | 技安 | 拔魔戰士 簡介 終極一班的學生（詳見終極一班）。拔魔島的拔魔戰士，受盟主指派，來到銅時空執行任務，但是每次收魔都會被阻止。 | 拔魔斬（可消滅武屍）   | 0（拔魔戰士本身並沒有戰力指數） 不可測（遇魔時集天地之力）                                                                                               | 3-5,7-8,10-14,25-26       |
| 黃牛 （黃少谷） （強辯樂團） | 琥珀 金時空：耿烈銀時空：周瑜                                                                                      | 中高階異能行者 簡介 琥珀和嚴睿是同一個樂團的團員。 認識尚未變美之前的香凝，並對之前的香凝懷有愧疚之意，喜歡香凝。因為香凝契約失效的關係，而發現她就是過去的香凝。第26集加入大戰。最後跟香凝在一起。 | 伊利昂之刃             | 7000+ | 4-7,15-19,21,23-26        |
| 小猴 （邵崇柏） （強辯樂團） | 嚴睿金時空：那個誰（胡以資）銀時空：呂蒙（阿蒙）                                                                   | 中階異能行者 簡介 嚴炎的哥哥，常常被人誤認為是不良少年，其實只是不善表達，很多事都覺得忍一忍就過去，因此引來很多誤會，在家裡經濟發生變故後，一切都變了樣，所以都會出門練鼓，讓妹妹嚴炎誤以為他是去打架。 喜歡香凝。最後發現琥珀過去喜歡的人是香凝。第26集加入大戰。 | -                      | 5800+ | 3,5,9-12,15-21,23-24,26   |
| 那維勳                       | 王日音（日音王）金時空：斷腸人（紅龍/段常仁） 鐵時空：葉赫那啦．思仁（葉思仁）                                     | 高階純種日行者（純種日行者王族） 簡介 馬卡龍學園的校長，純種日行者。 身為傳說中的吸血鬼一族，日音王卻很怕黑也很怕禁閉的空間，這讓他那些喜歡睡棺材的長輩們相當討厭，覺得這個後代相當反骨。 相當固守傳統，走路一定是走直線，轉彎也堅持是90度直角，生活規律，但又喜歡搞特權，像是整天搞音樂的郝萌老師，之所以沒有丟掉教師飯碗，竟然只是因為郝萌的血型是少見孟買血型。第13集因為大衛被熊亞打重傷，並用郝萌的血救回大衛。 | -                      | 40000+ | 1-3,9-13,21（回憶）,22-26 |
| 那維勳                       | 加百列／王日月（日月王）金時空：黑龍（段曉仁） 鐵時空：葉赫那啦．思偍（葉思偍） 銀時空:孫堅 銀時空三國時期：趙錢孫 | 高階純種日行者（純種日行者王族） 簡介 日音王之弟弟，大衛之叔叔。 本劇最終大魔王，是熊亞的幕後操控者。據熊亞所述，是賦予其締結契約能力和實現熊亞成立惡女團願望的神秘人，但實質只是利用惡女團收集日行者種子。企圖成為整個魔化人的王，統治銅時空。 擁有與金時空分身黑龍一樣可以煉製和操控武屍的能力。在第一集操控熊亞傷害小颺，並自己動手把小颺推下樓，之後偷走小颺遺體，把她煉製成武屍 在60年前大戰中把幽王殺死，其實能力不足，只是施了詭計。 最後，在這次大戰中，被銅時空集結對抗的異能行者彈奏獵魔曲擊敗，並且被暝王封印。 | -                      | 30000+（原戰力） →0+(被日音王封印後抽離甚麼靈甚麼魂) →20000+(封印解除後,未融合甚麼靈甚麼魂之前) 85000+（封印解除後吸了日夜行者種子與什麼靈啊什麼魂之後） | 14-15,17（鏡子裡）,2      |
| 秦楊                         | 王阿天（阿天王）金時空：止水（登龍）                                                                               | 高階異能行者（異能行者現任王族） 簡介 銅時空異能行者王族的王，聽命於鐵時空盟主灸舞。黑天幫現任老大，查理王的父親。家族裡有很多秘方良藥 個性高調又自許文青。黑天幫的勢力遍及整個銅時空，幫眾之多，勢力之大，講出來天都要黑一邊，為人豪爽，行事相當高調，對小孩相當溺愛，只要查理一句話，就算是雪山上的雪人，也會想辦法去抓來給查理當寵物養。 一直對當年無法收養小楓小颺的事感到惋惜，對小楓存有好感，一直想收他為養女。 年輕時和日音王曾經是同窗的好友，直到自己發現日音王的真實身份後，兩人關係交惡。第14集用它凍的住你，暫時凍住熊亞身上的魔。15集偷用阿天王妹力餅改善查理跟小楓的關係 後來因為日音王被操控，跑來拯救日音王，用他與日音王年輕時甜蜜的回憶，解除日音王被操控，並且在日音王面前承認，還是把日音王當作是最好的朋友。 | -                      | 30000+（30年前） 35000+（30年後） | 2-3,9-10,13-14,20,24-26   |

### 班上其他同學
| 演員   | 角色     | 介紹 | 集數                    |
| 張淯詞 | 安潔     | 種類：麻瓜→夜行者→麻瓜→夜行者→麻瓜→夜行者→麻瓜 狀況：正常→遭操控→正常→遭操控→正常→遭操控→正常 叮噹的好朋友。似乎有非常多的怨念，因為每次被附身的都有她。 | 1-2,7-13,15,17,19,21,24 |
| 孔令慈 | 莉娜     | 種類：麻瓜→夜行者→麻瓜 狀況：正常→遭操控→正常 叮噹的好朋友。                                                                                             | 1,9-13,15,19,21,24      |
| 李穎珍 | 裘莉     | 種類：麻瓜 狀況：正常 叮噹的好朋友。 | 9-12,19,21,24           |
| 張庭睿 | 布萊德   | 種類：麻瓜 狀況：正常 | 不定期登場              |
| 高鉞雲 | 彼特     | 種類：麻瓜 狀況：正常 | 不定期登場              |
| 陸佩琪 | 班上同學 | 種類：麻瓜 狀況：正常 | 不定期登場              |
| 黃智聖 | 班上同學 | 種類：麻瓜 狀況：正常 | 不定期登場              |
| 簡志忠 | 班上同學 | 種類：麻瓜 狀況：正常 | 不定期登場              |
| 方佳實 | 班上同學 | 種類：麻瓜 狀況：正常 | 不定期登場              |
| 陳俞安 | 班上同學 | 種類：麻瓜 狀況：正常 | 不定期登場              |
| 楊玉盛 | 班上同學 | 種類：麻瓜 狀況：正常 | 不定期登場              |
| 林子伶 | 班上同學 | 種類：麻瓜 狀況：正常 | 不定期登場              |

### 其他登場角色（按片尾順序）
| 演員                         | 角色                                                                           | 介紹 | 毀滅指數/武力指數/戰力指數/異能指數              | 集數                                          |
| 曾沛慈                       | 潔客金時空：雷婷（King）鐵時空：葉赫那啦．宇香（叶宇香）銀時空：孫尚香（小慈） | 種類：高階異能行者/惡女團前團長 喜歡項冥 狀況：正常→封印時間→正常 武器：伊利亞特雙星 傳說中最強的前終極惡女。擁有極強的毀滅指數，能夠瞬間移動，快如疾風閃電，常常出其不意的出手助人，人們只要提起她，總是會說「潔客，真是太神奇了~」。和小颺交情很好，是小颺和查理兩人的戀愛小紅娘，之後更引介小颺加入惡女團。第4集發現項冥死亡的真相，與熊亞取消契約離開惡女團，並告訴查理，自己不該邀小颺進惡女團。第5集因為剩最後一口氣被熊亞封印而消失。順利出院。第26集出現疑似見到項冥。                                                                                | 9000+                                            | 1-5,26                                        |
| 程予希                       | 尹小颺                                                                         | 種類：中高階異能行者/惡女團前團員 狀況：正常→死亡→武屍（遭操控）→死亡 查理女友。和小楓被同一對養父母收養，成為姊妹，和小楓一樣是風屬性，當兩人一起使用異能時，威力加乘。在學校裡，小颺是眾人崇拜的對象，美麗、聰明又有自信，獨立自主、勇於向惡勢力挑戰，對馬卡龍學園來說，像是『光』一樣的存在。因為要守護查理而跟熊亞締結契約，是第二位進惡女團的人 第一集因為通知小楓，她看到殺死養父母的兇手，而上頂樓卻被日月王用計害死，並被煉製成武屍，到處蒐集日行者種子。第21集出現。第22集被查理的湖中劍消滅。第23集靈魂出現跟查理小楓道別，並感謝查理讓她終於自由了 | 7500→10000+（變成武屍後）                        | 1,20-23 2-3,5-6,14（回憶）                    |
| SpeXial-子閎                 | 項冥金時空：中萬鈞鐵時空：大戰人員未知時空：萬雙龍銀時空三國時期（2017）：關羽 | 種類：未知 喜歡潔客 狀況：正常→消失→正常 患有先天性心臟疾病，人生當中絕大多數的時間，都與醫院和死神為伍，對項冥來說，活著的世界，只是一片死白。他拒絕與身邊的人建立情感，也厭倦了那些同情的眼神；死亡隨時會來臨，那麼他能做的，似乎是只有等待，直到項冥遇見了潔客，只要和潔客在一起，連慘白的醫院都變的多采了起來，項冥開始期待活著的每一天，因為有潔客的存在，這個世界變的有意義...因為請求熊亞救潔客而延誤救治 | 13000+                                           | 4,8-9,25（回憶）,26集疑似出現在街上被潔客看到 |
| A'N'D-鍾羽                   | 王荼蘼（王茉兒）銀時空三國時期（2017）：小喬鐵時空:練舞少女                    | 種類：高階純種夜行者（純種夜行者王族） 狀況：正常 純種夜行者王族的公主，幽王唯一的女兒，Zack跟暝王的妹妹，興趣是將花朵收集起來。在純種夜行者滅亡以後，被日月王收養，是目前能力勝過所有惡女的人物。由於經常被同學欺淩而經常轉校，但其實是激發同學們的恨意從而可以收拾他們的種子，最後做了一個小時候常做的花朵便當給唯一。第26集被惡女們打敗 | 15000+                                           | 22,24-26                                      |
| A'N'D-安娜                   | 王安娜（魔鬼）（配音：寒）                                                     | 種類：純種日行者 狀況：正常 邪惡的雙胞胎姐姐，日月王之女。雖然與芮娜是姊妹，但總是希望能證明自己比芮娜強。擁有操控武屍的能力﹐一直操控武屍狀態的小颺。 第23集攻擊勾追和大衛，並使出「靠爸術」召喚日月王。第26集在大戰中被惡女們打敗 | 8500+                                            | 23-24,26                                      |
| A'N'D-芮娜                   | 王芮娜（天使）（配音：寒）                                                     | 種類：純種日行者 狀況：正常 善良的雙胞胎妹妹，日月王之女。幫大衛解除唯一的封印。第26集在大戰中被惡女們打敗。 | 8500+                                            | 20-21,23-24,26                                |
| 海狗 （林奕勳） （強辯樂團） | 凱大金時空：BASS鐵時空：灸亣镸荖．萊（灸萊）                                   | 種類：聚魔體質/異能行者 狀況：正常 荷潔的前男友，自身聚魔異能體質是日夜行者夢寐以求之物，時常遭魔物綁架，也常被異能行者用來搜尋魔物。第26集加入大戰 | 5500+                                            | 1,15-17,22-24,26                              |
| 陳博正                       | 王幽（幽王）金時空：刀瘋（汪天養）鐵時空：夏蘭荇德．流（夏流）銀時空：董卓     | 種類：高階純種夜行者→高階夜行者（前纯种夜行者王族的王） 狀況：死亡→執念附於湖中劍→釋放並擁有湖中劍→瀕臨消散→執念消失 武器：湖中劍 纯种夜行者的最后一代王，絕招是幽冥之滅。 於當年與異能行者和純種日行者的大戰失利以後，將純種夜行者的希望託付給唯一（暝王），而自己最後的執念（保護女兒）則藏匿於湖中劍中，失去了對唯一的記憶。把Zack流放到無名之地，其實很後悔沒有把應得的王位給Zack。第18集舉起湖中劍害查理差點被湖中劍吞嗜掉。最後被王阿天消除執念，跟唯一相認並且消失 。                                                                                  | 80000+（60年前）→55000+（执念）                  | 18-20                                         |
| 安唯綾                       | 香晴金時空：花伏龍                                                             | 種類：麻瓜→日行者→麻瓜 狀況：正常→遭操控→正常 香凝的姐姐，表面上很討厭香凝，其實很關心她。喜歡琥珀，但是之後放下了。最後跟香凝合好 |                                                  | 5-6,18,23-25                                  |
| 陳為民                       | 吳勇                                                                           | 種類：麻瓜 狀況：正常 馬卡龍學院主任。 |                                                  | 2-4,7,9,19                                    |
| 張峰奇                       | 郝萌                                                                           | 種類：麻瓜/孟買血型 狀況：正常→失蹤 馬卡龍學院之音樂老師，講話嚴重結巴。有著特殊的血液是純種日行者界的珍品 |                                                  | 1-4,6-7,10,13                                 |
| 張哲豪                       | 落枕哥                                                                         | 種類：麻瓜 狀況：正常 王阿天的手下。 |                                                  | 4,6,9-10 ,13-14                               |
| 汪建民                       | 兇手                                                                           | 種類：日行者 狀況：已歿 是日行者的一員，也是殺死小楓和小颺養父母之仇人。 在對付小楓與惡女團的時候，被臨時出現的潔客以伊利亞特雙星給擊倒，體內的魔物種子也被她以有夠奇袋所馴服。 | 8000+                                            | 1-2                                           |
| 徐凱希                       | 荷潔                                                                           | 種類：麻瓜 狀況：正常 凱大的前女友，為了保護父親，而向綁走凱大的人妥協，最後尋求惡女團的幫忙。 |                                                  | 1                                             |
| 馬國畢                       | 善解人衣的惡魔                                                                 | 種類：麻瓜→低階日行者→高階日行者→麻瓜 狀況：正常→遭操控→正常 以一分鐘能單手解開38個胸罩，破金氏紀錄而被冠名為哥有練過之史上最快手變態，同時亦是令人聞之色變的裸露狂。 之後被日行者操控，期間因凱特的攻擊令他受到刺激因而從低階轉化為高階日行者。最後被惡女團聯手擊倒，體內的魔被凱特以有夠奇袋所馴服。 | 1500+→15000（高階）                              | 1,4                                           |
| 巴鈺                         | 詹姆絲金時空：阿雞師 鐵時空：小情侶 銀時空：東漢書院語文老師                   | 種類：麻瓜 狀況：正常 馬卡龍學園的女學生，跟自己在金時空的分身一樣對帥哥毫無抵抗力，也常常對帥哥毛手毛腳。因為騷擾查理父子而被吳勇說要退學。 |                                                  | 2,6-7                                         |
| 蘇菲                         | 凱特母                                                                         | 種類：麻瓜 狀況：正常 凱特的母親。因欠錢而上酒店工作，後來因為凱特和小熊締結契約後才離開酒店。最後在酒店當清潔員。 |                                                  | 6,26                                          |
| 何潔柔                       | 小小颺                                                                         | 種類：低階異能行者 小時候的小颺。 |                                                  | 1-2                                           |
| 吳以涵                       | 小小楓                                                                         | 種類：低階異能行者 小時候的小楓。 |                                                  | 1-2                                           |
| 嚴正嵐                       | 琳琳                                                                           | 種類：麻瓜 狀況：正常 小颺與嚴炎的朋友，曾偷同學的錢後誣賴給嚴炎。後來被夜行者控制，導致嚴炎被抓走，後被小楓和查理所救，恢復原狀。 |                                                  | 3                                             |
| 于台煙                       | 嚴母                                                                           | 種類：麻瓜（可能為異能行者） 狀況：正常 嚴炎的母親。 |                                                  | 3,23                                          |
| 李全忠                       | 嚴守義                                                                         | 種類：麻瓜（可能為異能行者） 狀況：失蹤→精神異常 嚴炎的父親，因為失去工作而藉酒澆愁，屢次對嚴炎一家動手，導致嚴炎與熊亞締結契約要自己消失。之後因為契約失效而出現 |                                                  | 3,23                                          |
| 楊子儀                       | 夜行者                                                                         | 種類：夜行者 狀況：已歿 利用琳琳誘拐嚴炎加入集體自殺的行列，後被查理以湖中劍打倒。 |                                                  | 3                                             |
| 應蔚民                       | 日行者                                                                         | 種類：日行者 狀況：已歿 操控夜行者（楊子儀 飾）的幕後主使者，最後被小楓與查理聯手打倒。 體內的魔被趕來的凱特以有夠奇袋所馴服。 |                                                  | 3                                             |
| 何璦芸                       | 香凝母                                                                         | 種類：麻瓜 狀況：正常 香凝的養母，偏愛香晴，對香凝不聞不問。 |                                                  | 4-6,23                                        |
| 溫貞菱                       | 小貓                                                                           | 種類：純種日行者→日行者 狀況：已歿 凱特的好朋友。當初因為想要加入惡女團向熊亞證明實力，而被夜行者殺害。 以魔物的姿態附身在叮噹身上，企圖對熊亞復仇，被惡女團阻止。實則是為了吸引注意，之後跟凱特道歉，並讓凱特親手消滅她，之後灰飛煙滅。 |                                                  | 6（回憶） 7-8（魔物姿態）                     |
| 尹昭德                       | 程醫生金時空：那個誰的爸爸                                                     | 種類：麻瓜→夜行者→麻瓜 狀況：正常→遭操控→正常 萊希醫院的醫生，替小熊做例行性的檢查，同時也是當初幫艾莉兒醫療的醫生。 遭夜行者附身，而對小熊下手，在惡女團趕到以後夜行者則離開宿主。 |                                                  | 8-9                                           |
| 乾德門                       | 老邁純種日行者 鐵時空：兵刀 金時空：兵刀（兵器總站長） 銀時空：PUB店長         | 種類：中高階純種日行者 狀況：正常 欲攻擊惡女團時背部抽筋，被小楓所救，而非常感激她，之後決定收手來報答恩情。 60年前魔界大戰中被迫與自己妻子分離，但最後透過凱大跟小楓幫忙，順利與妻子重逢。 | 20000+                                           | 9-10,15-16                                    |
| 廖邱堃                       | 純種日行者A                                                                    | 種類：純種日行者 狀況：正常→已歿 是綁走叮噹的純種日行者之一，打退惡女團後被趕來的日音王擊敗。在看見自己同伴被封印之時，選擇自殺變成日行者，後被日音王毀掉自己的種子。 |                                                  |                                               |
| 林于凱                       | 純種日行者B                                                                    | 種類：純種日行者 狀況：正常→遭封印 綁走叮噹的純種日行者之一，打退惡女團後被趕來的日音王擊敗，後被日音王永久封印。 |                                                  |                                               |
| 黃勁棠                       | 純種日行者C                                                                    | 種類：純種日行者 狀況：正常→遭封印 綁走叮噹的純種日行者之一，打退惡女團後被趕來的日音王擊敗，後被日音王永久封印。 |                                                  |                                               |
| 吳國廉                       | 純種日行者D                                                                    | 種類：純種日行者 狀況：正常→遭封印 綁走叮噹的純種日行者之一，打退惡女團後被趕來的日音王擊敗，後被日音王永久封印。 |                                                  |                                               |
| 許振得                       | 日行者                                                                         | 種類：日行者 狀況：正常→已歿 被勾追追了三天三夜，最後被勾追擊倒。 |                                                  |                                               |
| 黃緯豪                       | 拳擊手 金時空：點不小 鐵時空：H聯盟的人                                        | 種類：麻瓜 狀況：正常 與技安進行拳擊比賽，最後被打倒。 |                                                  | 4                                             |
| 朱教練                       | 裁判                                                                           | 種類：麻瓜 狀況：正常 擔任拳擊手與技安拳擊比賽的裁判。 |                                                  | 4                                             |
| ??                           | 芙蓉                                                                           | 種類：純種日行者 狀況：正常 老邁純種日行者的妻子，於六十年前的善惡大戰與丈夫被迫分離，後來因受到凱大聚魔體質的吸引而成功和丈夫再度相會。 | 20000+                                           | 16                                            |
| 樂樂                         | 小茉兒                                                                         | 種類：純種夜行者 小時候的茉兒。 |                                                  | 18-20 16,20（回憶）                           |
| 徐灝翔                       | 偷竊名字的夜行者                                                               | 種類：高階純種夜行者→夜行者 狀況：正常→已歿 奪取了安潔與香凝的名字，最後被唯一（暝王）擊潰。在灰飛煙滅前告訴了唯一當年日音王與阿天王聯手殲滅純種夜行者的事情。 | 25000+（60年前，高階純種夜行者） 3000+（60年後） | 17-18                                         |

### 10年前銅時空
| 演員   | 角色                                                                                       | 介紹 | 毀滅指數 | 集數           |
| 汪東城 | Zack 金時空：汪大東 鐵時空：夏蘭荇德．天（鬼龍）/叶赫那拉·宇策（葉宇策/阿策） 銀時空：孫策 | 種類：毀滅型高階純種夜行者（純種夜行者王族） 狀況：正常→失蹤 純種夜行者之王繼承人（能力在暝王之上），幽王之子，暝王（唯一）與茉兒的哥哥。目前被幽王流放到無名之地。 曾經徒手殺害過九百多名各式毀滅型原位異能行者，是人魔共懼的殺手。 十年前被葉雄霸利用招喚去鐵時空來假扮鬼龍殺害鐵時空異能行者，後被增強威力的夏天擊敗並趕回銅時空，目前下落不明。（詳見終極一家、終極一班3對話） | 9000+（原） →20000+（修煉後） →25000+（使用鬼靈焰火球時） →35000+（與鬼靈焰火球合體）→9000（被夏天打入銅時空且下落不明）→55000+（吸收冥界異能） | 僅在對話中提及 |

### 鐵時空
| 演員   | 角色                                | 介紹 | 異能指數 | 集數           |
| 炎亞綸 | 灸亣镸荖．舞（灸舞） 金時空：丁小雨 | 種類：雨的原位高階異能行者 狀況：正常→失蹤 鐵時空與X象限異能界的白道盟主，天才型的異能者，曾經獨自以九步擒鬼手與八個魘魁對戰並且勝利。（詳見終極一家） 在鐵時空為了對付狄阿怖玀魔尊，跟西城衞目前下落不明，生死未卜。（詳見終極一班3對話） 在失蹤前指派技安到銅時空執行任務。 | 45000+   | 僅在對話中提及 |

## 終極用語

### 名詞解釋
| 名稱             | 適用人/事/物   | 解釋 | 集數                        |
| 除惡少女團       | <見主要人物>   | 在銅時空指的是一群身懷絕技，專門懲奸除惡的神祕少女，她們是銅時空學生們爭相模仿的對象，大家都暱稱她們為惡女團。惡女團由一群異能使者組成，透過締結契約的方式完成自己的願望，而後要成為惡女團的一份子，消滅魔物拯救時空。後被鐵時空灸舞盟主收編。 | 1-18,21                     |
| 善解人衣的惡魔   | 善解人衣的惡魔 | 以一分鐘能單手解開38個胸罩，破金氏紀錄而被冠名為"哥有練過之史上最快手變態"，同時亦是令人聞之色變的裸露狂。 | 1,4                         |
| 脫個精光精光黨   | 脫個精光精光黨 | 以「善解人衣的惡魔」為首，加上五名他的粉絲所組成，基本上全都是變態中的變態，秉持著「我脫，故我在」的精神四處橫行，當他們衣服穿得越少，戰力就會越強。 | 4                           |
| 日、夜行者       | 日、夜行者     | 銅時空的魔物，在銅時空屬於超自然生物，是邪惡的力量，橫行的靈體，他們倚靠吸食人類血液維生，因型態不明才附著於人類身上，稱之為-魔化。 夜行者屬於低階魔物僅能在夜間活動。如果在日間活動會有灰飛煙滅的風險。異能更強大的夜行者會被稱爲純種夜行者。 日行者因為強大的異能，對紫外線產生抗體可姿意在日、夜出沒，而且可以隨意控制麻瓜和夜行者。異能更強大的日行者會被稱爲純種日行者，有些純種日行者不曉得自己是日行者，他們跟人類一樣都擁有肉身，直到他們懷著怨念死去，才會變成日行者。 如果日行者的靈體被消滅或者被有夠奇袋收伏，靈體會被馴化後化成光明，但宿主會有死亡的風險。但如果在不對宿主的肉體造成致命傷害的情況下迫使魔物離開宿主，宿主則不會死亡但會失去被附身時的記憶。 | 1-14                        |
| 戒壇             | 魔物           | 是魔物用來隱藏自己行蹤所設下的屏障，一旦設立戒壇，即可再一定的效力或範圍內阻斷干擾與外界的聯繫。 | 3,16                        |
| 拔魔島之拔魔戰士 | 技安           | 慣用武器為拔魔斬，一旦使用拔魔斬將集天地靈氣於一身，威力驚人，何處有魔便會出現在何處而拔魔戰士曾多次受鐵時空盟主密令，到各時空協助除魔任務，至今，拔魔島的所在地仍不詳。 | 3                           |
| 烏龜             | 烏龜           | 最早的化石紀錄，可追溯到2億2000萬年前，這世界最古老的爬行動物之一，除非被抓去食用、當寵物不然相當長壽，在銅時空烏龜被長生的魔物所喜愛，成了有去無回的貢龜。 因此對銅時空的人來說烏龜幾乎和魔物劃上等號，看到烏龜，自己可能遇到「有去無回」的衰事，因而被視為不祥之物。 | 3                           |
| 讚               | 銅時空         | 在銅時空對人猛搖頭並喊"讚"，即表示認同與景仰，是一種充滿讚揚的至高喝采。 | 4                           |
| 德古拉之握       | 魔物           | 在魔物圈裡稱之為「種蝙蝠」，是魔物操控人類時的象徵，通常會顯現在宿主的側頸上，無論是被日行者或夜行者魔化，都會烙印出相同的印記，一直到其體內的魔性解除或被驅離後，印記才會消失。 | 1-4,6-7,9-10                |
| 純種日行者       | 純種日行者     | 高階的魔物種族，擁有強大的黯黑力量，其等級不但凌駕於日行者之上，更遠遠超過夜行者及魑魅魍魎。 除此之外，這些純種日行者還具有人類一般的形體，即便死亡，仍可以化作一縷惡意，繼續去附到人類身上，堪稱得上是魔界裡的九命怪貓。 純種日行者可以不靠吸取人血爲生，但新鲜血液的味道对他们还是有挡不住的诱惑。 在純種夜行者滅亡之前，純種日行者因與純種夜行者爭奪舊日的統治者之名而經常開戰。 | 7-10                        |
| 純種夜行者       | 純種夜行者     | 高階的魔物種族，擁有最強大的黯黑力量，其等級與實力皆高於純種日行者，他們跟人類一樣都擁有肉身，而且不像普通夜行者一樣不能在白天出沒。相傳很久很久以前....銅時空發生了一場大戰，因純種夜行者的勢力過於強大促使異能行者的王族和純種日行者聯手消滅純種夜行者。那場大戰導致純種夜行者的王滅亡，從那之後，善的力量就大過於惡，所以才導致現在時空秩序失衡.....。大戰過後沒被消滅的純種夜行者均退化為普通的夜行者。唯一（暝王）和荼蘼（茉兒）還有Zack（炎王）是大戰後唯一幸存的3個純種夜行者，但隨著幽王臨消失前廢除了唯一的王位，純種夜行者也正式從世上消失。 在純種夜行者滅亡之前，與純種日行者因爭奪舊日的統治者之名而經常開戰。                                                | 11,17（對話中提到及）,19-20 |
| 孟買血型         | 郝萌           | 血型來源不明，不過對於純種日行者來説可是救命泉源。 第13集日音王曾經利用郝萌的孟買血型把身受重傷的王大衞救回。 | 1,13                        |
| 它凍～得住你     | 魔物           | 收錄了貞子、林投姐和樹妖姥姥的三鬼合音只要是魔物聽到這樂音都會全身發冷，無法動彈甚至連腦袋都不好使以至於被魔物附身者會暫時失去魔性，恢復理智。俗稱「魔凍頭」。 | 14                          |
| 阿～天王妹力餅   | 王查理         | 這是阿天王家族祖傳的良心製藥，小小一塊魅力無窮，凡是服用妹力餅者，會將第一眼看見的女子幻想成為自己最親愛的「妹妹」，並且會已超乎常人的愛心去呵護她、關愛她。即使藥力退去時，服用者也不會喪失催眠期間的點滴回憶，堪稱是繼爸氣丸、弟王丹之後用來修復家人情感的必備良藥。 | 15                          |
| 聚魔器           | 凱大           | 是一種罕見又特殊的異能體質，能夠吸引周遭游移的魔物匯聚。對魔物來說靠近他是一件相當舒服的事，就像夏天靠在冷氣機前，冬天靠在暖爐旁一樣。聚魔器本身不容易被魔物附身，但卻可以成為一個強力的魔物搜尋器。 | 15                          |
| 妹妹卡           | 尹小楓/王查理  | 鄉民說:只要拿出妹妹卡就可以許願，傳說中，它和朋友卡、好人卡並列三大神卡哦! | 17                          |
| 勾氏家訓         | 勾追           | 表面上是無字天書但只要進行特殊儀式便能看到書中的字。 | 20                          |
| 阿~天王不見王    | 阿天王/王查理  | 阿天王家族祖傳的祕密武器，在遇到強敵時即時灑落，可以在敵方面前設下隱避罩，暫時隔絕所有的蹤跡氣味及聲音，用來爭取逃脫的時間。 | 20                          |
| 髮稀疏黨         | 髮稀疏黨       | 南區的地下組織，由一群髮量少、少年禿，還專搞髮稀疏主義的激進份子所組成，其中有部分偏激派更是壞到無髮自拔、無髮無天、髮理難容。 | 23                          |

### 物品及道具
| 名稱     | 持有人     | 用途介紹 | 集數   |
| 有夠奇袋 | 潔客、凱特 | 是專門收伏惡種的收魔袋,用於收拾日行者餘燼的惡意種子並借以斷開闇黑怨念讓光明再現。 | 不定期 |
| 王者之戒 | 王查理     | 王查理的戒飾，戒臺乃深海古銅，以祝融神火鍛造而成。寶石相傳是夏朝大禹登基時，所配戴的王冠七星寶石之一；據聞戴上者皆能增添九龍氣息，紫氣乍現，王者再臨。 | 不定期 |
| 異能之鍊 | 熊亞       | 話說異能之鍊原本是貝爾的袖扣寶石。當年電話的發明它可是大功臣喔但本身以通訊功能為主。高滲透率，高普及率，還有高穩定度的通話品質。之後假伯斯在其四周加上隱形天線，讓通話功能沒有界線；只有愛，沒有距離。                                                         | 不定期 |
| 異能之戒 | 熊亞       | 為女媧補天的五彩石所鑄造，因為以「修補」為目的，因此凡配戴者皆能擁有強大治癒能力。「異能之戒」屬柔之防禦，與「王者之戒」的剛之攻掠相差甚巨，因此兩只戒指很容易產生相剋相沖。                                                                                   | 不定期 |
| 風之鍊   | 尹小楓     | 尹小楓專屬的風之鍊。原為鐵扇公主芭蕉扇上108顆珠子之一 ，因與孫悟空大戰，傾全力一扇的結果，卻把孫悟空和珠子都扇到十萬八千里。凡配帶者皆擁有風的力量，行動如風，颯然而至。後被工匠鑄造成“風之鍊”。相傳配帶此項鏈，從此不怕夏天，微風常伴左右。代表著迅捷與強運。 | 不定期 |
| 光之鍊   | 小颺       | 小颺專屬的光之鍊。相傳太陽神之子—法厄同駕馭太陽車,被宙斯用閃電火打下來時，從車上掉落數十顆小寶石。其中一夥便被鐵匠鑄造成─光之鍊。對配戴者具有保護功能，對抗黑暗。                                                                                              | 1-4    |
| 瞳之鍊   | 凱特       | 凱特專屬的瞳之鍊。相傳是「荷魯斯之眼」流傳下來,世間萬物都難逃它法眼。而上面的漩渦記號,據聞可能是「木葉忍者村」的標誌。推測「瞳之鍊」擁有三大瞳術的力量,只是尚未被證實推測。                                                                                    | 不定期 |
| 焠之鍊   | 嚴炎       | 嚴炎專屬的焠之鍊。與【光之鍊】同屬阿波羅太陽車寶石的其中之一。鑄劍鬼才—歐冶子曠世巨作。心中要有浩然正氣 才能如虎添翼。 | 不定期 |
| 月之鍊   | 香凝       | 香凝專屬的月之鍊。從月球上的阿姆阿爾柯爾礦石所鑄成。傳聞工匠依照陰晴圓缺，陰陽五行打造。之前也被古人當作觀測天象 ，四季運行，甚至銀行嘎三點半的提醒。也因吸收月亮太陰知氣，皎潔瑩光，因此聽說配戴此項鍊者，肌膚會略泛光澤，如月亮之輝動人。                    | 不定期 |
| 海之鍊   | 艾莉兒     | 艾莉兒專屬的海之鍊。本身具有神奇的魔力，在波西跟路克大戰後,吸收到一點海的力量。所以當你轉水龍頭時，會有水流出來。 | 不定期 |
| 鍛之鍊   | 叮噹       | 叮噹專屬的鍛之鍊。透過配戴者反覆鍛鍊吸收淚水,進而使其魅力奔放。外國的「瑪丹丹娜」、「女士卡卡卡」、「莉莉愛黑輪」。國內的「蔡貳林」、「張惠姊」、「謝金魚」都有在戴!!!                                                                                         | 不定期 |

## 終極武器
| 名稱           | 使用者              | 毀滅指數        | 介紹 | 武器榜   | 集數                  |
| 鬼靈焰火球     | Zack（炎王）        | 35000+          | 為葉赫那拉家族第一代宗主葉赫那啦．騰所設計。擁有強大熾烈的能量，只要一碰到，不管異能多強都會被制住無法施展，甚至於比較低階的異能者或魔化人，除了能量會完全被吸收掉之外，還會在瞬間化為灰燼。 其使用萬年火山岩漿經過365天不間斷微火煎熬、加上5000個時辰風吹雨淋雷擊曝曬，吸收天地鬼怪邪靈之精華製成，是魔界的寶物之一。 葉雄霸藉由葉赫那啦．思思，使用此火球廢除了蘭陵王的異能；更命令Zack以此物威脅夏蘭荇德．雄，並殺害韓克拉瑪．冰心、火蟻女和前任北城衛隊長。 最後被Zack為了保命與夏天對抗，而吸收於體內與其融合。魔性加成：★★★★★★★★★★ | 第一名   | （僅在終極一家出現）  |
| 黃泉雙鉤斬     | 勾追                | 11000           | 上古兵器，傳於勾氏一族，斬魔無數，且具有強大的殺傷力，當雙鉤互相撞擊時，有如惡鬼的哀鳴聲，不止能取人首級，亦能削弱魔氣。毀滅指數加成：★★★★★★ | 第二名   | 13,19,21-22,26        |
| 伊利亞特雙星   | 潔客                | 9000            | 由阿基里斯的盔甲鎔鑄而成的兩把神槍。以異能驅動，能夠準確的瞄準敵人的罩門和弱點予以攻擊，但若對方本身純潔無辜，伊利亞特雙星無須異能即射出，同時其能量會變成朵朵的玫瑰，傳遞愛與和平的理念。毀滅指數加成：★★★★ | 第三名   | 2,5                   |
| 湖中劍         | 幽王唯一/暝王王查理 | 80000+180009000 | 據說此劍因擁有貴族的血統而自豪，攻擊方式相當華麗、充滿貴氣，不過相當的沒禮貌又目中無人，和人講話從來沒有一次叫對名字，還很喜歡威脅人。為殺害武屍的武器之一（另一武器為拔魔斬）。毀滅指數加成：★★ | 第三名   | 3,5,11-13,16-20,22,26 |
| 八百里疾風箑   | 尹小楓              | 7500            | 能煽熄八百里火燄，不管是近身攻擊，或是 遠距離，都能有效使出風刀，速度快如疾風。毀滅指數加成：★★★★★★ | 第四名   | 1-3,5-6,9-13,16,18,26 |
| 面面俱到羅蘭劍 | 凱特                | 7000            | 外型纖細華美的西洋鈍劍，看似毫無攻擊力，只要出劍必不會空手而回，輕則掉扣子、首飾，重則丟掉生命也不自覺。毀滅指數加成：★★★★ | 第六名   | 4,6-7,9,22,26         |
| 伊利昂之刃     | 琥珀                | 7000            | 與面面俱到羅蘭劍，希因娜之戟，咚咚隆咚槍並列武器榜第六名,其刀身閃耀著非凡的光芒，當操控者的異能越強大時，它不僅能劈裂岩石，甚至還能斷開罪的魂結、惡的鎖鏈。毀毀滅指數加成：★★★★ | 第六名   | 6,18                  |
| 雅典娜之弓     | 嚴炎                | 6000            | 充滿智慧，維持正義的神弓，異能箭戴著雅典娜正義的靈，當箭射中目標物時會發出像烈日一樣耀眼的光芒，讓見到光的魔物及心存惡異的人無法移動腳步。使用者毀滅指數越強，敵人被定住的時間越長，屬於遠距離的攻擊武器。毀滅指數加成：★★★★ | 第七名   | 1-2,4,6-7,9-10,22,26  |
| 錐心匕首       | 艾莉兒              | 6000            | 由人魚的頭髮和眼淚所製成，能近身突刺敵人，亦可在危急時作投擲攻擊，是具有相當魅力的格鬥利器。毀滅指數加成：★★★ | 第七名   | 1,4,6,9-10,26         |
| 凌空玄兔刀     | 香凝                | 5500            | 由月球上的阿姆阿爾柯爾礦石製成， 圓弧的刀身適合大範圍360度無死角 戰鬥，對付魔物時， 更是能隨著使用者的毀滅指數高低展現其鋒利無比的摧毀功能。毀滅指數加成：★★★★★ | 第九名   | 1,7,9-10,26           |
| 飄飄流星忘返錘 | 叮噹                | 5300            | 能夠連續及全面的牽制住敵人，被流星錘打中的對手就算脫逃，也會因為散發出特定的氣味被追蹤到。毀滅指數加成：★★ | 第十一名 | 26                    |
| 拔魔斬         | 技安                | 40000（遇魔時） | 相傳為靈界的武器，並且只為善所屬。唯獨自幼受到靈界薰陶的人才能使用，是專門對付魔界黑暗勢力的武器。此兵器若是用於一般凡夫俗子手中，則形同廢鐵。為殺害武屍的武器之一（另一武器為湖中劍）。 |          | 13-14,26              |

## 異能術
| 異能術       | 使用者                           | 用途 | 集數              |
| 傳音入密     | 通用                             | 為異能中的天聽，使用者能透過心聲與他人進行遠距離、私密，甚至跨時空的談話。在本作中，是以惡女團團員所配戴的項鍊為媒介來使用此異能的。 | 全劇              |
| 異能傳導     | 通用                             | 將自己的異能傳給前方的人。 | 15,26             |
| 感應力       | 熊亞                             | 可感應四周圍的魔物，也可以感應所有物體。                                                                                             | 不定期            |
| 療癒力       | 熊亞                             | 將身體的能量集中在手中，療癒傷患 | 不定期            |
| 隱藏形體     | 香凝                             | 香凝只要親吻他人，就可以暫時隱藏形體。                                                                                               | 1,7,18            |
| 奧德修斯之風 | 尹小楓、小颺                     | 目前只知在周圍的各種能量製造出旋風藉此攻擊敵人。                                                                                     | 1-2,5             |
| 霍德爾之光   | 王大衛、日月王                   | 來自黑暗，屬於黯黑的防護罩，可以短暫禁箍魔物及被魔物附身的人類。                                                                     | 13                |
| 掠絕之封     | 所有行者王族                     | 是最高階行者的王族才能傳授的特殊封印，凡是被封印的行者，意識將永遠被困在沉睡的人類肉體裡，變成一個普通麻瓜直到死去。                 | 10                |
| 瞬間移動     | 通用                             | 又稱瞬移，為異能行者透過消耗體力的方式來達到超高速移動的效果。                                                                       | 不定期            |
| 幽冥之滅     | 幽王                             | 是最高階純種夜行者之王的強大絕招，威力最強可把上十萬人打的灰飛煙滅                                                                   | 20                |
| 異地傳輸     | 幽王                             | 為純種夜行者王族所開發處來的招式，若沒破萬點的毀滅指數，身體會灰飛煙滅                                                               | 19-20（回憶片段） |
| 靠爸術       | 王安娜                           | 日月之怒的CBS，可以召喚日月王出來助陣。                                                                                              | 23                |
| 叫我姐姐     | 王芮娜                           | 可以召喚安娜出來助陣。 | 24                |
| 愛情這樣投   | 叮噹                             | 無論對方在什麼地方，甚至在其他時空，都能馬上召喚對方現身。                                                                           | 25                |
| 獵魂曲       | 唯一、琥珀、嚴睿、凱大、(日音王) | 專門克制吸收魔物種子的強大魔物的曲子，彈奏過程可影響其神智與削弱它們的黯黑力量，最後消滅吸收入體內的魔物種子。                       | 26                |

## 歌曲
| 曲別   | 歌名                  | 演唱者／演奏者 | 作詞             | 作曲   | 劇中播出    |
| 片頭曲 | Angel And Devil       | A'N'D          | 紀佳松、鄭楠     | 紀佳松 | 全劇        |
| 片尾曲 | 不過失去了一點點      | 曾沛慈         | BOSS﹑Jerry Feng | 黃柏勳 | 全劇        |
| 插曲   | 多年後                | 曾沛慈         | 潘兒             | 潘兒   | 6.13        |
| 插曲   | 不渴                  | 曾沛慈         | 康小白           | 康小白 | 19.21.23    |
| 插曲   | 溫柔撞擊              | 曾沛慈         | 吳汶芳           | 吳汶芳 | 14.16.18-21 |
| 插曲   | 好寂寞                | A'N'D          | 陳德修           | 陳德修 | 7.15.25.26  |
| 插曲   | We should be together | 陳志介         | 陳德修           | 陳德修 | 22          |
| 插曲   | 獵魂曲                | 陳德修         |                  | 陳德修 | 26          |

## 收視率

### 八大收視率
| 播映日期       | 任務代碼   | 收視率 | 備註                               |
| -------------- | ---------- | ------ | ---------------------------------- |
| 2014年11月22日 | 1          | 0.42   | 平均收視率：0.53                   |
| 2014年11月23日 | 2          | 0.63   | 平均收視率：0.53                   |
| 2014年11月29日 | 3          | -      | 平均收視率：0.55                   |
| 2014年11月30日 | 4          | -      | 平均收視率：0.55                   |
| 2014年12月6日  | 5          | -      | 平均收視率：0.48                   |
| 2014年12月7日  | 6          | -      | 平均收視率：0.48                   |
| 2014年12月13日 | 7          | 0.52   | 平均收視率：0.50                   |
| 2014年12月14日 | 8          | 0.47   | 平均收視率：0.50                   |
| 2014年12月20日 | 9          | -      |                                    |
| 2014年12月21日 | 10         | -      |                                    |
| 2014年12月27日 | 11         | -      | 4–14歲收視：1.55                   |
| 2014年12月28日 | 12         | -      | 4–14歲收視：1.55                   |
| 2015年1月3日   | 13         | -      | 15-24歲收視：1.01                  |
| 2015年1月4日   | 14         | 0.52   | 15-24歲收視：1.01                  |
| 2015年1月10日  | 15         | -      | 4–14歲收視：2.06                   |
| 2015年1月11日  | 16         | -      | 4–14歲收視：2.06                   |
| 2015年1月17日  | 17         | -      | 4–14歲收視：1.88 15-24歲收視：1.01 |
| 2015年1月18日  | 18         | -      | 4–14歲收視：1.88 15-24歲收視：1.01 |
| 2015年1月24日  | 19         | 0.51   | 4–14歲收視：2.14 15-24歲收視：1.01 |
| 2015年1月25日  | 20         | 0.68   | 4–14歲收視：2.14 15-24歲收視：1.01 |
| 2015年1月31日  | 21         | -      | 4–14歲收視：2.62 15-24歲收視：0.92 |
| 2015年2月1日   | 22         | -      | 4–14歲收視：2.62 15-24歲收視：0.92 |
| 2015年2月7日   | 23         | -      | 4–14歲收視：2.06                   |
| 2015年2月8日   | 24         | -      | 4–14歲收視：2.06                   |
| 2015年2月14日  | 25         | -      |                                    |
| 2015年2月15日  | 26         | -      | 最終回                             |
| 平均收視率     | 平均收視率 | -      | -                                  |

## 獎項
| 年份 | 名稱                                                                          | 結果   |
| 2014 | 【2014好享看歲末大賞★華娛賞】 台劇最佳情侶組合獎票選 終極惡女 - 王查理 尹小楓 | 第一名 |
| 2014 | 【2014好享看歲末大賞★華娛賞】 台劇最佳情侶組合獎票選 終極惡女 - 項冥 潔客     | 第二名 |

## 特別合作
- 終極惡女x太極熊貓跨業結盟合作[2]連結 （页面存档备份，存于）
- 特別版終極惡女-x-太極熊貓-有樂要同享篇 （页面存档备份，存于）
- 熊亞守護《終極惡女》銅時空正義，相關報導 - 明星APP／熊亞守護《終極惡女》銅時空正義，樂與《太極熊貓》並肩作戰 （页面存档备份，存于）

## 場景
- 板橋區江子翠派出所[3]
- 淡水區海關碼頭[4]
- 桃園市立幸福國民中學[5]
- 玄奘大學Hsuan Chuang University
- 桃園經國敏盛醫院

## 大事記
2014年
- 11月12日，片尾首播。
- 11月17日，片頭首播。
- 11月19日，首映會。
- 11月19日，演員文雨非、汪東城、晨翔、Teddy、宏正、偉晉、謝和弦、鞏繼安、金寶三、陳乃榮、Gino、脖子、那維勳、陳博正、宥勁到娛樂百分百宣傳。
- 11月21日，终极恶女校园同乐会。
- 11月22日，「終極惡女漂亮出擊」特別節目。
- 11月22日，第一集首播。
- 11月29日，娛樂百分百《終極惡女》影友會，演員文雨非、汪東城、晨翔、Teddy、宏正、偉晉、謝和弦出席。
- 12月13日，陳德修（飾 唯一）殺青。
- 12月14日，終極惡女 街頭任務，宣布即將增加新夥伴。
- 12月16日，汪東城(飾zack炎王)、黃牛（飾 琥珀）、安唯綾（飾 香晴）、晨翔（飾 王查理）、謝和弦（飾郝萌殺青）。
- 12月16日，娛樂百分百，演員文雨非、汪東城、晨翔、Teddy、宏正、偉晉、子閎、明、宇宙、Lucia、雨婷、艾莉兒、Sunnee出席。
- 12月17日，宇宙（飾 凱特）、Sunnee（飾 叮噹）、那維勳（飾 王日音）殺青。
- 12月18日，艾莉兒（飾 艾莉兒）、Teddy（飾 熊亞）、小猴（飾 嚴睿）殺青、海狗、陳博正（飾幽王殺青）（飾凱大殺青）
- 12月19日，文雨非（饰 尹小楓）杀青,終極惡女全劇殺青。
- 12月21日，終極惡女見面會（臺北、臺中），太極熊貓新夥伴曝光。
- 12月24日，播出終極惡女交換禮物派對。

2015年
- 1月3日，終極惡女見面會（臺南、高雄）。
- 1月4日，終極惡女見面會（麗寶樂園）
- 1月5日，播出百分百運動會。
- 1月9日，播出百分百遊戲王
- 1月19日，播出百分百叫我美腦王
- 2月15日，本劇播畢

## 製作團隊
- 導演：柯政銘、翁靖廷
- 製作公司：可米國際影視
- 協助拍攝：新北市協拍中心、桃園縣協拍中心

## 外部連結
- 官方网站八大
- 終極惡女的Facebook專頁
- Fanily終極惡女頻道

## 作品的變遷
| 臺灣 八大綜合台 星期六至日 20:00 - 21:00                                                                   | 臺灣 八大綜合台 星期六至日 20:00 - 21:00                                                            | 臺灣 八大綜合台 星期六至日 20:00 - 21:00 |
| --- | --------------------------------------------------------------------------------------------------- | ---------------------------------------- |
| | 終極惡女 （2014年11月22日－2015年2月15日）                                                          |                                          |
| 終極X宿舍 （星期六） （2014年8月30日-2014年11月15日） 上流俗女 （星期日） （2014年8月24日-2014年11月16日） | 我是歌手精選 （2015年2月21日- 2015年3月7日） 我是歌手3 （星期六） （2015年3月14 日- 2015年6月20日） |                                          |
| 星期一至五 20:00 - 21:00                                                                                   | |                                          |
| 終極遊俠 （2016年9月19日－2016年10月14日）                                                                 | 終極惡女 （重播） （2016年10月17日－2016年11月21日 ）                                               | 終極三國 (重播) (2016年11月22日－)       |

| 香港 TVB華語劇台 星期日 13:00 - 14:30、16:30 - 18:00、20:00 - 21:30及23:30 - 01:00 | 香港 TVB華語劇台 星期日 13:00 - 14:30、16:30 - 18:00、20:00 - 21:30及23:30 - 01:00 | 香港 TVB華語劇台 星期日 13:00 - 14:30、16:30 - 18:00、20:00 - 21:30及23:30 - 01:00 |
| ---------------------------------------------------------------------------------- | ---------------------------------------------------------------------------------- | ---------------------------------------------------------------------------------- |
|                                                                                    | 終極惡女 （2015年12月6日－2016年2月28日）                                          |                                                                                    |
| 愛的婦產科2 （2015年9月13日－2015年11月29日）                                      | 聽見幸福 （2016年3月6日－2016年6月26日）                                           |                                                                                    |